# Marinelli Head
Marinelli Head är en udde i Antarktis. Den ligger i Östantarktis. Nya Zeeland gör anspråk på området.
Terrängen inåt land är huvudsakligen kuperad, men åt sydost är den platt. Havet är nära Marinelli Head österut. Trakten är obefolkad. Det finns inga samhällen i närheten. 